# Henschel Typ Bochum
Die Dampflokomotiven der Bauart Typ Bochum wurden von Henschel aus dem Typ Gelsenkirchen mit dem Einbau eines Überhitzers als Heißdampflokomotiven gebaut. Für vier Kunden wurden bis 1945 sieben Exemplare gefertigt, die sich hinsichtlich ihrer Ausstattung geringfügig unterschieden. Nach dem Zweiten Weltkrieg wurde mit der PIE 61 überarbeitet ein weiteres Exemplar nachgeliefert.
Eine Lokomotive, die 1942 an die Zechenbahn und Hafenverwaltung in Herne gelieferten wurde, ist mit der Bezeichnung Hibernia 41-E im Eisenbahnmuseum Bochum nicht fahrfähig erhalten geblieben.

## Geschichte

### Bochumer Verein 77 und 78

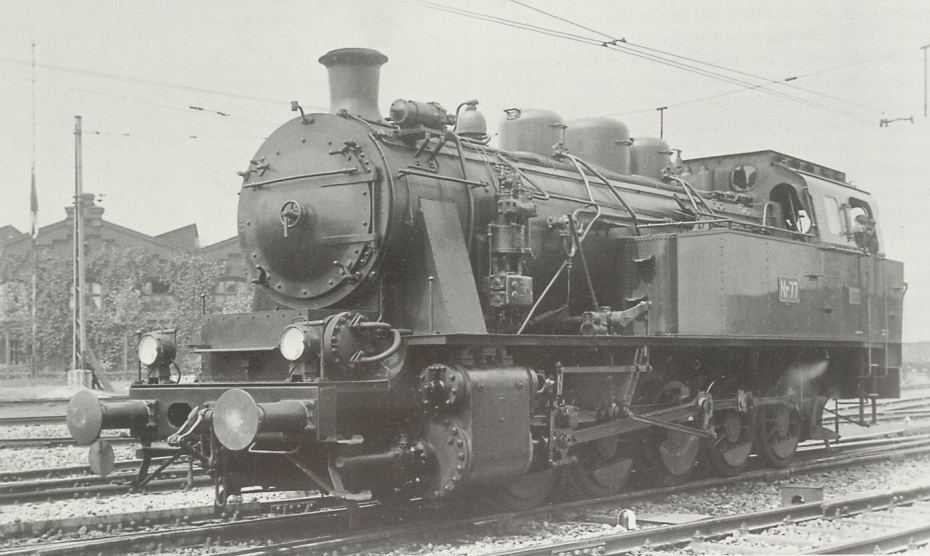
Erstgebaute Lokomotive vom Typ Bochum Nr. 77 auf einer historischen Aufnahme

Die ersten Lokomotiven des Typs Bochum wurden 1937 mit den Fabriknummern 23541 und 23542 vom Bochumer Verein speziell für den Betrieb auf der Erzbahn (Bochum) bestellt. Äußerlich der Type Gelsenkirchen sehr ähnlich, war auf der Pufferbohle ein Oberflächenvorwärmer installiert, der später wieder abgebaut und durch einen zusätzlichen Luftbehälter ersetzt wurde. Die Lokomotiven hatten die Aufgabe, vom Hafen Grimberg des Rhein-Herne-Kanals Erzzüge zu mehreren Anschlüssen zu fahren. Zeitweilig wurden die Lokomotiven mit einem zusätzlichen Wasserwagen zur Vergrößerung der Reichweite gekuppelt.
Die Lokomotiven, die im Laufe ihres Betriebslebens mehrere Umbauten erfuhren, versahen ihren Dienst auf der Erzbahn bis in die 1960er Jahre. Mit der Stilllegung von Streckenabschnitten ab 1968 und Verwendung von neuen Diesellokomotiven wurden die Maschinen nach und nach überflüssig. Bis 1972 wurden sie ausgemustert, der weitere Verbleib ist nicht bekannt.

### Wintershall AG 9 und 10

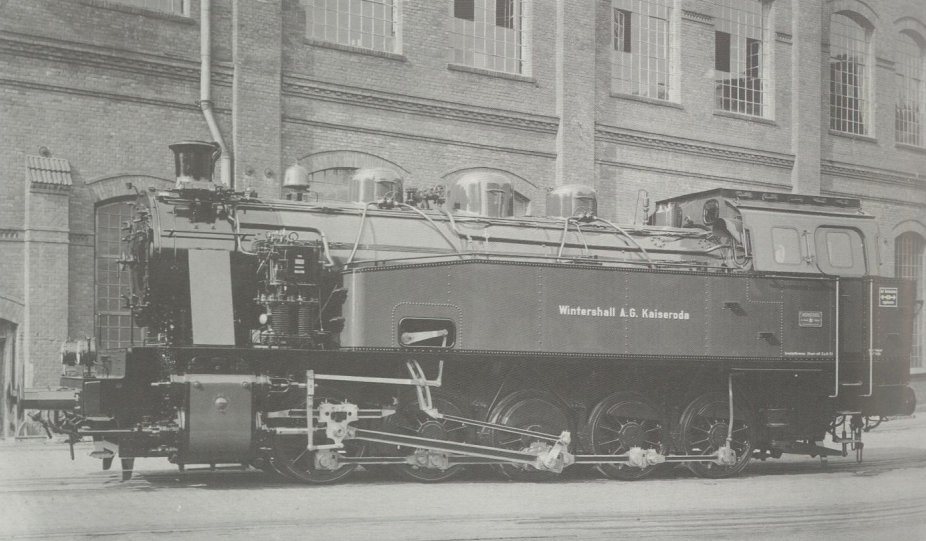
Lokomotive für die Werkbahn Merkers auf einer Werkfotografie von Henschel

1938 und 1940 entstanden mit den Fabriknummern 23855 und 24626 zwei weitere Lokomotiven der Bauart. Sie waren die einzigen E-gekuppelten Werklokomotiven für die Kaliindustrie. Ihr Einsatzgebiet war im Werra-Fulda-Kalirevier die Werkbahn Merkers. Sie hatten eine größere Maschinenanlage und größere Vorräte. Im Katalog von Henschel aus dem Jahr 1940 ist die Lok 9 mit einer Leistung von 900 PS angegeben. Hinsichtlich ihrer Fabriknummern gibt es Widersprüche: die Lieferliste von Henschel führt für die 24626 einen Eintrag Kessel für Gewerkschaft Kaiseroda auf.
Die Lokomotiven transportierten Rohsalz von den Schächten zu den Anschlussbahnhöfen der Deutschen Reichsbahn und Kohle zu den Verarbeitungswerken. Die beiden Lokomotiven gehörten zu einer Gruppe von nur vier in der späteren Deutschen Demokratische Republik vorhandenen E-Tenderlokomotiven. 1973  erfolgte ihre Ablösung durch Diesellokomotiven. Im September 1973 wurde die Lokomotive 10 anlässlich eines Treffens von Modelleisenbahnern gezeigt, während die Lok 9 bereits zerlegt war. Die 10 unternahm eine Sonderfahrt mit Modelleisenbahnern mit sechs Donnerbüchsen in das Feldatal. Danach wurde sie abgestellt und bis Anfang 1974 verschrottet.

### Zechenbahn und Hafenverwaltung 30 und 31
Für die Zechenbahn und Hafenverwaltung (ZuH) wurden mit den Fabriknummern 25684 und 25685 1942 die nächsten Lokomotiven gebaut. Die Lokomotiven wurden wie alle vom Typ Gelsenkirchen und Bochum im Ruhrgebiet mit kleinerer Maschinenanlage und weniger Vorräten gebaut. Die beiden Lokomotiven mit den Betriebsnummern Hibernia 30 und 31 waren die einzigen Maschinen des Typs Bochum, die zusätzlich zum Dampfdom und den beiden Sandkästen mit einem Speisedom ausgerüstet waren. Obwohl die Bauart Gelsenkirchen drei Monate zuvor vom Hauptausschuss Schienenfahrzeuge zur Bauart KDL 5 entfeinert wurde, waren die beiden Lokomotiven der ZuH davon noch nicht betroffen.
Ihr Einsatz wurde durch den Mehrverkehr durch die Inbetriebnahme des neuen Hydrierwerkes, des Kraftwerkes Gladbeck sowie einer Kokerei notwendig, wofür zudem 200 Selbstentladewagen beschafft wurden. Die Fertigung der Lokomotiven zog sich wegen der Kriegsproblematik von 1939 bis 1942 hin. Die gewünschten Kupfer-Feuerbüchsen konnten nicht eingebaut werden, die Lokomotiven erhielten solche aus Stahl. Beide Lokomotiven überstanden den Zweiten Weltkrieg und waren während ihres Dienstes nur bei der ZuH eingesetzt. Um 1953 änderte sich die Betriebsnummern; aus der Nummer 30 wurde die 41-E und aus der 31 die 42-E.
Im Jahr 1956 erhielten sie im Rahmen einer Hauptuntersuchung Rollenlager und einen Mischvorwärmer der Bauart Henschel. Ebenfalls um diese Zeit erhielt nur die Lok 42-E Windleitbleche in Fledermausohrenbauart. Die 42-E wurde um 1970 abgestellt und bald darauf verschrottet, die 41-E nach ihrer am Jahresende 1971 erfolgten Abstellung erhalten werden. Die inzwischen zur Bergbau AG Herne/Recklinghausen umfirmierte Bergwerksverwaltung, die die Lok zuletzt beim Bergwerk General Blumenthal in Recklinghausen eingesetzt hatte, verkaufte sie an das Eisenbahnmuseum Bochum-Dahlhausen. Weil die Untersuchungsfrist bereits abgelaufen war, konnte die Lok nicht – wie einige andere Fahrzeuge des Museums – während der Ölkrise 1973 leihweise auf Werkbahnen im Ruhrgebiet eingesetzt werden.
Zur Premiere des Musicals Starlight Express in Bochum wurde die Lok 1988 kurzfristig als Blickfang vor dem neugebauten Theater aufgestellt und kam danach wieder in das Museum zurück. Zur 5000. Aufführung des Musicals wurde die Lokomotive im Sommer 2000 wiederum an das Starlight Express Theater ausgeliehen und sollte zusammen mit einem ehemaligen Bauzugwagen drei Jahre auf dem Vorplatz präsentiert werden. Die Rückholung der Lokomotive ins Eisenbahnmuseum unterblieb jedoch zunächst.
Am 9. November 2015 wurde die 41-E gegen die äußerlich aufgearbeitete Lokomotive „Cöln 7270“ der preußischen Bauart T91 aus dem Baujahr 1893 getauscht. Die 41-E befindet sich seitdem wieder im Eisenbahnmuseum Bochum. Dort wurde die Lokomotive nicht betriebsfähig restauriert und zu den „Zechenbahntagen“ im September 2018 wieder der Öffentlichkeit präsentiert.

### Farbenfabrik Wolfen 18

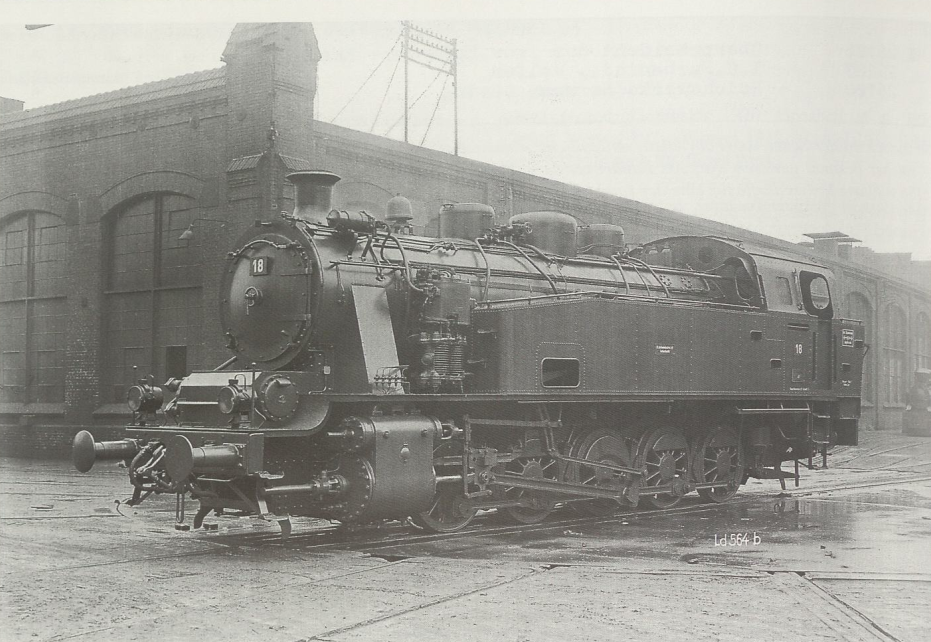
Lokomotive für die Farbfabrik Wolfen auf einer Werkfotografie von Henschel

Die Lokomotive mit der Fabriknummer 26187 wurde an die Farbenfabrik Wolfen geliefert. Mit drei Domen ohne Speisedom ausgerüstet, hatte sie lange Wasserkästen wie die Wintershall AG 9 und 10 sowie einen Oberflächenvorwärmer auf der Pufferbohle. Da die Lokomotive um 1943 geliefert wurde, war sie mit einem entfeinerten Führerhaus ausgestattet.
Bestellt wurde sie von der Farbenfabrik Wolfen um 1941 – in der Henschel-Lieferliste steht unter ihrer Fabriknummer eine Lokomotive mit der Achsfolge Bt, was als Schreibfehler identifiziert wurde. Der Einsatzbereich der Lokomotive ist nicht bekannt, ebenso wie das weitere Schicksal der Lokomotive.

## Technik
Die Lokomotiven vom Typ Bochum waren wie die Henschel Typ Gelsenkirchen laufachslose fünffach gekuppelte Lokomotiven. Nach dem ersten Besteller, dem Bochumer Verein, wurden sie nach Henschelscher Tradition als Typ Bochum bezeichnet. Im Unterschied zum Typ Gelsenkirchen waren sie mit einem Überhitzer als Heißdampflokomotiven ausgerüstet. Innerhalb der verschiedenen Lieferungen von 1937 ergaben sich mehrere kleine Unterschiede bezüglich der Dampfmaschine, der Ausrüstung und des Aussehens. Alle Lokomotiven waren mit zwei Sandkästen mit je zwei Sandfallrohren pro Seite versehen, damit konnte die Treibachse beidseitig, die erste Achse von vorn und die vierte von hinten gesandet werden. Bei den Lokomotiven mit verlängertem Wasserkasten musste in ihm ein Ausschnitt für die Wartung der Steuerung angebracht werden.
Im Laufwerk waren alle Lokomotiven mit der dritten Achse als Antriebsachse ausgerüstet. Die inneren drei Achsen waren fest im Rahmen gelagert, die erste sowie die fünfte Achse hatten eine Seitenverschiebbarkeit von ±30 mm. Der Spurkranz der Antriebsachse war um 10 mm geschwächt. Der Treibraddurchmesser war 1200 mm.
Aufgrund der Kriegszeit konnte die gewünschte Kupfer-Feuerbüchse nicht ausgeführt werden, die Lokomotiven erhielten eine solche aus Stahl. Der Kessel brachte eine Leistung von 900 bis 950 PS. Wie alle Henschel-Industrielokomotiven hatten sie einen Caledonian-Schornstein.
Nach dem Krieg erfolgten im Rahmen von Hauptuntersuchungen fortlaufende Verbesserungen: sie erhielten Rollenlager und einen Mischvorwärmer der Bauart Henschel, der im linken Wasserkasten untergebracht war. Die Lokomotiven waren mit einer Druckluftbremse ausgerüstet. Teilweise waren dafür die Lokomotiven je nach Anforderung mit zwei Luftpumpen ausgestattet.